# Kurt Berger
Kurt Magnus Svante Berger, född 1 februari 1904 i Halmstad, död 29 november 1962, var en svensk industriman.
Berger var son till Edwin Berger.
Efter studentexamen i Halmstad 1922 och examen från Handelshögskolan i Stockholm 1925 anställdes Berger vid AB Malcus Holmquist i Halmstad 1926 och var chef för dess borrfabrik 1927–1932. Han lämnade därefter familjens bolag och bosatte sig i Malmö, men kvarstod som styrelseledamot. Han satt även i styrelserna för bland annat Halmstads Nya Verkstads AB, Nissaströms Bruks- & Kraft AB, Försäkrings AB Skandia och Försäkrings AB Liv-Svea. Berger är begravd på Östra kyrkogården i Malmö.